# Autoroute 573
L'autoroute 573 (A-573), l'Autoroute Henri-IV ou la route de la Bravoure entre Val-Bélair et Shannon est une autoroute urbaine québécoise desservant l'ouest et le nord de la ville de Québec. Elle poursuit l'A-73 vers le nord au moment où cette dernière bifurque vers l'est sur le parcours de l'A‑40. Elle se termine 12 kilomètres plus loin et devient la route 369.

## Description
Elle est la porte d'entrée vers les municipalités de la Vallée de la Jacques-Cartier et facilite l'accès à la base militaire de Valcartier. Originellement construite en béton, elle a été depuis reconstruite en asphalte. Des travaux au niveau de l'intersection avec la rue Industrielle ont été effectués en 2006 et ce pour mieux gérer la circulation. Son tronçon le plus achalandé est entre son extrémité sud (km 0) et le boulevard Chauveau Ouest avec un débit journalier moyen annuel (DJMA) de 65 000 véhicules en 2018.

## Historique
Pour faciliter le trafic entre le pont de Québec et Sainte-Foy, une nouvelle voie est construite entre 1953 et 1954. En 1957, on lui attribue le nom de « boulevard Henri-IV », du nom du roi de France Henri IV (1553-1610), qui règne lorsque Samuel de Champlain fonde Québec en 1608. Prolongé successivement, dans les années 1960 et 1970, jusqu'au boulevard Charest, puis au boulevard Hamel, et enfin à l'« autoroute de la capitale », le boulevard est renommé « autoroute Henri-IV » en 1981. Un nouveau prolongement traverse Loretteville et Valcartier à la fin des années 1980.
Par la suite, la voie est incorporée aux autoroutes 73 (partie sud, longue de 8 km, entre le pont Pierre-Laporte et l'intersection avec l'autoroute Félix-Leclerc) et 573 (partie nord, longue de 20 km).
En 2012, la partie de l'autoroute Henri-IV qui s'étend de l'avenue Industrielle à Shannon est rebaptisée « route de la Bravoure ».
Dans le cadre du projet de réfection de l’autoroute Henri-IV, la chaussée nord de l’autoroute 573 entre le kilomètre 0 et la sortie 2 (Avenue Chauveau) passera de deux à trois voies de circulation.
| Kilomètre | Année | Notes                                                   |
| --------- | ----- | ------------------------------------------------------- |
| 0 à 5     | 1976  | Autoroute 40 / Autoroute 73 à l'avenue Sainte-Geneviève |
| 5 à 7     | 1981  | De l'avenue Sainte-Genevière à l'avenue Industrielle    |
| 7 à Fin   | 1988  | De l'avenue Industrielle à la Route 369                 |

## Liste des sorties
| MRC                | Municipalité                | km    | Sortie | Destinations                                                                                     | Notes |
| ------------------ | --------------------------- | ----- | ------ | ------------------------------------------------------------------------------------------------ | --- |
| Québec             | Québec                      | 0,00  | —      | A-40 ouest / A-73 sud (Autoroute Henri‑IV) – Montréal, Pont Pierre-Laporte, Aéroport Jean-Lesage | L'Autoroute Henri-IV continue sur l'A-40 ouest / A-73 sud; sortie 142 de l'A-40 est / A-73 nord; sortie 307 de l'A-40 ouest / A‑73 sud |
| Québec             | Québec                      | 0,00  | 1      | A-40 est / A-73 nord (Autoroute Félix-Leclerc) – Québec (Centre-ville), Sainte-Anne-de-Beaupré   | L'Autoroute Henri-IV continue sur l'A-40 ouest / A-73 sud; sortie 142 de l'A-40 est / A-73 nord; sortie 307 de l'A-40 ouest / A‑73 sud |
| Québec             | Québec                      | 2,30  | 2      | R-358 (Avenue Chauveau) – L'Ancienne-Lorette                                                     | L'Ancienne-Lorette indiqué en direction sud seulement                                                                                  |
| Québec             | Québec                      | 5,40  | 5      | R-369 (Route Sainte-Geneviève) – L'Ancienne-Lorette                                              | |
| Québec             | Québec                      | 7,60  | —      | Avenue Industrielle                                                                              | Intersection à niveau |
| Québec             | Québec                      | 11,10 | —      | R-371 nord (Route Léo-Major) – Saint-Gabriel-de-Valcartier                                       | Intersection à niveau; terminus sud de la R-371                                                                                        |
| La Jacques-Cartier | Saint-Gabriel-de-Valcartier | 12,90 | —      | R-369 (Boulevard Pie-XI) – Shannon, Sainte-Catherine-de-la-Jacques-Cartier                       | Intersection à niveau; la route continue comme R-369 nord                                                                              |
|                    |                             |       |        |                                                                                                  | |